# Elizabeth Franz
Elizabeth Franz (Akron, Ohio, 18 de julio de 1941) es una actriz estadounidense de cine y televisión. Su trabajo más premiado ha sido por la película Death of a Salesman, donde resultó ganadora de un Tony Award.

## Filmografía

### Películas
| Año  | Título                    | Papel                 | Notas                    |
| ---- | ------------------------- | --------------------- | ------------------------ |
| 1981 | The House of Mirth        | Grace Stepney         | película para televisión |
| 1987 | The Secret of My Success  | Grace Foster          |                          |
| 1989 | Jacknife                  | Pru Buckman           |                          |
| 1992 | School Ties               | Jane Dillon           |                          |
| 1993 | It’s Nothing Personal     | Mrs. Stromberg        |                          |
| 1995 | Sabrina                   | Joanna                |                          |
| 1996 | The Pallbearer            | Aunt Lucille          |                          |
| 1996 | The Substance of Fire     | Miss Barzakian        |                          |
| 1996 | Thinner                   | Leda Rossington       |                          |
| 1996 | Twisted                   | Mrs. Bundrass         |                          |
| 1999 | A Fish in the Bathtub     | Bea Greenberg         |                          |
| 2000 | Death of a Salesman       | Linda Loman           | película para televisión |
| 2004 | Christmas with the Kranks | Beverley Scheel "Bev" |                          |

### Televisión
| Año       | Serie                             | Papel            | Notas                                           |
| --------- | --------------------------------- | ---------------- | ----------------------------------------------- |
| 1982      | American Playhouse                | Doctora          | Episodio: "Pilgrim, Farewell"                   |
| 1982      | Another World                     | Alma Rudder      | Episodio: "July 30, 1982"                       |
| 1985      | Spenser: For Hire                 | Mrs. O'Rourke    | Episodio: "Original Sin"                        |
| 1986      | American Playhouse                | Mrs. Rice        | Episodio: "The Rise and Rise and Daniel Rocket" |
| 1987      | The Equalizer                     | Mrs. Thomas      | 2 episodios                                     |
| 1987      | American Playhouse                | Dottie McCann    | Episodio: "Dottie"                              |
| 1989      | ABC Afterschool Special           | Cecile Nelson    | Episodio: "A Town's Revenge"                    |
| 1989      | American Playhouse                | Señora           | Episodio: "Love and Other Stories"              |
| 1990      | Roseanne                          | Marsha           | 3 episodios                                     |
| 1994-1995 | Sisters                           | Gladys Lear      | 2 episodios                                     |
| 1995      | ABC Afterschool Special           | Alice Kelly      | Episodio: "Notes for My Daughter"               |
| 2000-2001 | Judging Amy                       | Vivian Galloway  | 2 episodios                                     |
| 2001      | Gilmore Girls                     | Mia              | Episodio: "The Ins and Outs of Inns"            |
| 2003      | Cold Case                         | Evelyn Shelby    | Episodio: "Look Again"                          |
| 2004      | Law & Order                       | Alison Bishop    | Episodio: "Married with Children"               |
| 2004      | Law & Order: Special Victims Unit | Jeannette Henley | Episodio: "Scavenger"                           |
| 2011      | Homeland                          | Isabel Samler    | Episodio: "Marine One"                          |
| 2012      | Grey's Anatomy                    | Emma Carroll     | Episodio: "The Lion Sleeps Tonight"             |

## Premios y nominaciones
| Año  | Premio                     | Categoría                                            | Trabajo                                      | Resultado |
| ---- | -------------------------- | ---------------------------------------------------- | -------------------------------------------- | --------- |
| 1982 | Drama Desk Awards          | Mejor Actriz Principal en una Obra de Teatro         | Sister Mary Ignatius Explains It All for You | Nominada  |
| 1983 | Tony Awards                | Mejor Actriz Principal en una Obra de Teatro         | Brighton Beach Memoirs                       | Nominada  |
| 1990 | Daytime Emmy Awards        | Mejor Intérprete de Especial Infantil                | ABC Afterschool Special                      | Nominada  |
| 1999 | Drama Desk Awards          | Mejor Actriz Principal en una Obra de Teatro         | Death of a Salesman                          | Nominada  |
| 1999 | Tony Awards                | Mejor Actriz Principal en una Obra de Teatro         | Death of a Salesman                          | Ganadora  |
| 2000 | Primetime Emmy Awards      | Mejor actriz de reparto en una miniserie o telefilme | Death of a Salesman                          | Nominada  |
| 2001 | Screen Actors Guild Awards | Mejor actriz de televisión - Miniserie o telefilme   | Death of a Salesman                          | Nominada  |
| 2002 | Drama Desk Awards          | Mejor Actriz de Reparto en una Obra                  | Morning's at Seven                           | Nominada  |
| 2002 | Tony Awards                | Mejor Actriz de Reparto en una Obra de Teatro        | Morning's at Seven                           | Nominada  |